# Смит, Линда
Ли́нда Хе́лен Смит (англ. Linda Helen Smith; 29 января 1958, Эрит, Кент, Англия, Великобритания — 27 февраля 2006, Лондон, Англия, Великобритания) — британская актриса, комедиантка и сценарист.

## Биография
Линда Хелен Смит родилась 29 января 1958 года в Эрите (Кент, Англия, Великобритания).
Умерла 27 февраля 2006 года в Лондоне (Англия, Великобритания) после продолжительной борьбы с раком яичников в 48-летнем возрасте. 10 марта того же года она была похоронена в «Theatre Royal Stratford East», как и пожелала при жизни, в стиле гуманизма.
Прославилась как комедиантка. В 2003 году сыграла Марту Фрейд в документальном телесериале «Лекции Марка Стил».

## Фильмография
| Год  |    | Русское название                      | Оригинальное название          | Роль                     |
| ---- | -- | ------------------------------------- | ------------------------------ | ------------------------ |
| 2003 | с  | Мир спорта Тревора                    | Trevor's World of Sport        | женщина на телефоне      |
| 2003 | с  | Лекции Марка Стил                     | The Mark Steel Lectures        | Марта Фрейд              |
| 2003 | тф | Не сегодня вечером с Джоном Сержантом | Not Tonight with John Sergeant | имя персонажа неизвестно |